# گوردون چان
گوردون چان (انگلیسی: Gordon Chan؛ زادهٔ ۱۹۶۰ (۶۴–۶۵ سال)) یک کارگردان، تهیه‌کننده و فیلم‌نامه‌نویس اهل هنگ کنگ است. 

## فیلم‌شناسی
- آرماگدون
- بادیگاردی از پکن
- ۲۰۰۰ ای‌دی
- تعقیب بزرگ
- چهار
- گربه
- همیشه اژدها